# Askania Bernburg
Der TV Askania Bernburg war ein deutscher Sportverein aus Bernburg im Salzlandkreis. Heimstätte war der Sportplatz Askania. Der Klub musste zwischen 1945 und 1990 seinen Namen nacheinander in SG Bernburg-Süd, BSG KWU Eintracht Bernburg, BSG Eintracht Bernburg, BSG Empor Bernburg sowie zuletzt BSG Chemie Bernburg ändern. 2021 fusionierte der Verein mit dem SV Schwarz-Gelb Bernburg zum Sportclub Bernburg e. V. Vor Ort wurde dieser über viele Jahrzehnte erfolgreichste Bernburger Sportverein salopp 1. FC Bernburg oder regional mundartlich wegen einiger weniger, aber umso lautstärkerer Fans de Bläken genannt (nach Anhaltische Mundart: 'bläken' = grölen, sehr laut und misstönend singen oder schreien). Der Volksmund umschiffte damit die ständigen politisch bedingten Namensänderungen. Die Gründe für die häufigen Namens- und Strukturwechsel waren vor allem sportpolitischer Natur und in der DDR zu dieser Zeit keineswegs unüblich. Derartige Umwandlungen führten in der Regel zu einem Identitätsverlust bei den Fans. In Bernburg hingegen stieg die Identifikation mit den Bläken dadurch sogar noch.

## Der Verein
Der TV Askania Bernburg wurde 1879 als Turnverein gegründet. Im 1. Weltkrieg mussten die Vereinsaktivitäten stark eingeschränkt werden. Dafür wurde in den Nachkriegsjahren das Angebotsspektrum um etliche Sportarten erweitert.
1934 wurde der Verein von den Nationalsozialisten aufgelöst, konnte sich aber als dann nationalsozialistischer Verein nochmals neu etablieren. Nach der Machtübernahme der NSDAP 1933 wurden nicht nur Parteien und Gewerkschaften verboten und gleichgeschaltet, sondern auch alle Sportverbände mit oppositioneller politischer (z. B. sozialdemokratischer, kommunistischer oder kirchlicher) Ausrichtung. Insbesondere betraf dies die Arbeitersport-Vereine und -Verbände noch im ersten Halbjahr 1933; viele von ihnen kamen einem Verbot durch Selbstauflösung zuvor. Die national-konservativen und bürgerlichen Sportverbände bestanden nominell noch bis 1934 weiter, bis sie in die Einheitsorganisation des Reichsbundes für Leibesübungen eingegliedert wurden. Am 23. Januar 1934 proklamierte der Reichsführerring des deutschen Sports die Gründung des Deutschen Reichsbundes für Leibesübungen (DRL); die Gründungssitzung fand am 9. März 1934 statt.
Durch Erlass Adolf Hitlers vom 21. Dezember 1938 wurde der DRL unter Umbenennung in Nationalsozialistischer Reichsbund für Leibesübungen (NSRL, auch NSRBL) zu einem „von der NSDAP betreuten Verband erhoben“ und war damit der NSDAP unterstellt. Während Sportvereine zunächst der nationalsozialistisch geprägten Kommunalverwaltung (Bürgermeister) untergeordnet waren, wurde der Verein nun dem in Dessau amtierenden Gauleiter der NSDAP für Magdeburg-Anhalt, Rudolf Jordan, unterstellt. Kreisleiter der NSDAP Bernburg war Otto Wienecke. Oberbürgermeister von Bernburg war von 1933 bis 1944 Max Eggert.
Der Sport erlebte während der nationalsozialistischen Diktatur eine „Aufwertung wie nie zuvor in der Geschichte. Vor allem die junge Generation wurde in der Schule und in der HJ in einem Ausmaß sportlich gedrillt, das beispiellos war.“ Körperliche Fitness galt als Grundlage militärischer Leistungsfähigkeit. Zudem sahen die Nationalsozialisten im Sport ein Instrument, um militärische Tugenden wie Härte, Mut und Disziplin zu fördern. Und schließlich war Sport auch ein Mittel, um die Volksgesundheit zu stärken. Daher erfuhr auch der Frauensport im NS-Staat einen kräftigen Aufschwung.
Mit dem Anfang des Zweiten Weltkrieges am 1. September 1939 wurden Fußball und der gesamte Sport wie schon zwischen 1914 und 1918 zur Nebensache und der Spielbetrieb sowie die Vereine waren durch die politische Situation stark beeinträchtigt. Erneut mussten viele Spieler und Sportler an die Front und kehrten teils nicht mehr heim.
Nach dem Ende des Zweiten Weltkriegs wurde mit dem Kontrollratsgesetz Nr. 2 vom 10. Oktober 1945 der Nationalsozialistische Reichsbund für Leibesübungen durch den Alliierten Kontrollrats verboten, eine Neugründung untersagt und sein Eigentum beschlagnahmt. Die im Reichsbund erfassten Sportvereine verbot die Kontrollratsdirektive Nr. 23 vom 17. Dezember 1945. Unter bestimmten Voraussetzungen erlaubte sie Neugründungen. Die Sportvereine sollten nicht wieder als „Pflanzstätten soldatischer Tugend“ missbraucht werden.
In der Sowjetischen Besatzungszone (SBZ) wurden die sportlichen Strukturen der NS-Diktatur restlos zerschlagen. Alle Sportvereine wurden auf der Grundlage der Direktive Nr. 23 des Alliierten Kontrollrats der Besatzungsmächte vom 17. Dezember 1945 aufgelöst. Sportwettkämpfe wurden zunächst nur auf lokaler Ebene mit lose organisierten Sportgemeinschaften in den Städten und Landkreisen zugelassen. Die Organisation lag in den Händen des Jugendverbandes Freie Deutsche Jugend (FDJ).
Der bürgerliche Verein TV Askania 1879 wurde aufgelöst und als SG Bernburg-Süd neu gegründet, wobei SG für (kommunale) 'Sportgruppe' stand.
Auf Initiative des Freien Deutschen Gewerkschaftsbundes und der FDJ wurde am 1. Oktober 1948 der Deutsche Sportausschuß (DS) als Dachorganisation gegründet. Zu seinen ersten Aufgaben gehörte die Reorganisation des Sportbetriebes, die unter der Devise „Umstellung auf Produktionsbasis“ in Angriff genommen wurde. Unter Beteiligung des FDGB wurden in Produktions- und Verwaltungsbetrieben Betriebssportgemeinschaften (BSG) gegründet. Die sogenannten Trägerbetriebe übernahmen für ihre BSG die Finanzierung und Logistik, verantwortlich waren die Betriebsgewerkschaftsgruppen. Noch in der laufenden Serie 1948/49 erfolgte die Umbenennung von SG Bernburg-Süd in BSG KWU Eintracht Bernburg. KWU stand für Kommunales Wirtschaftsunternehmen, einer Wirtschaftsform zu Zeiten der Sowjetischen Besatzungszone.

Logo der Sportvereinigung Empor

Zur weiteren Optimierung des Systems beschloss der DS am 3. April 1950 „die Reorganisation des Sports auf Produktionsebene“. Der Beschluss sah die Bildung von zentralen Sportvereinigungen auf der Basis der Gewerkschaftsstruktur vor, nach der alle Betriebssportgemeinschaften entsprechend ihrer übergeordneten Sportvereinigung einheitliche Namen erhielten. Den 16 Gewerkschaftsbereichen fiel die Aufgabe zu, die Förderung der BSG innerhalb ihres Bereiches zu organisieren und den Sportverkehr zu regeln. Jede Sportvereinigung stand für einen Gewerkschaftsbereich.
Noch bevor der Punktspielbetrieb der Serie 1950/51 begonnen hatte, erfolgte in Umsetzung der zentralen Vorgaben der staatlichen Sportpolitik der DDR die Bildung eines Bernburger Großvereins in der Trägerschaft volkseigener Betriebe. Ende 1950 wurde die Sportvereinigung Empor gebildet und die BSG Eintracht Bernburg in die BSG Empor Bernburg eingegliedert. Der Name Empor war einer der 16 möglichen und oblag dem gewerkschaftlichen Bereich des Handels und der Nahrungsgüterwirtschaft.
Ab 1951 nutzte der Verein das heutige Sportgelände in der Krumbholzallee.

Logo der Sportvereinigung Chemie

Ende 1952 erfolgte die Überstellung der BSG Empor Bernburg in den Gewerkschaftsbereich für chemische Industrie, Glas und Keramik und damit eine erneute Namensänderung in BSG Chemie Bernburg, womit sich am wachsenden Chemiestandort Bernburg orientiert wurde. Diese Umbenennung hatte bis zur politischen Wende in den Jahren 1989/90 Bestand.
Mit der Gründung des Deutschen Turn- und Sportbundes kam es 1957 zu einer erneuten grundlegenden Umstrukturierung des DDR-Sportsystems. Seither spielte die Untergliederung nach Sportarten, die in neugebildeten Sportverbänden (beispielsweise Deutscher Handballverband) Ausdruck fand, eine wichtigere Rolle als jene nach Gewerkschaftsbereichen. Folglich gingen 14 der 18 Sportvereinigungen im Mai 1957 in den Bezirksverbänden des DTSB auf.
Nach der Wiedervereinigung schlossen sich noch 1990 die BSG Chemie Bernburg e. V. und die WSG Popgymnastik zusammen und gründeten einen neuen Verein TV Askania Bernburg, den alten Gründungsnamen von 1879.
Der TV Askania Bernburg e. V. hatte über lange Zeit etwa 500 Mitglieder, zum Zeitpunkt der Fusion allerdings nur noch 306 Mitglieder. Der Mitgliederschwund korrelierte mit dem signifikanten Einwohnerschwund der (Kern-)Stadt Bernburg. Trotz erheblicher Eingemeindungen (fast des halben ehemaligen Kreises Bernburg) sinkt die Einwohnerzahl infolge jahrzehntelanger Wegzugtendenz mit einhergehender Überalterung noch immer rapide. Mit der Fusion sollte auch diesen Demografie-Effekten entgegengewirkt werden.
TV Askania Bernburg war ein Mehrspartenverein mit den Abteilungen Fußball, Sport und Gesundheit, Handball, Leichtathletik, Selbstverteidigung und Billard.
Seit 2002 besaß der Verein eine eigene Turnhalle. Gleichzeitig wurde über dem Sozialtrakt in der Krumbholzallee die Heimstätte der Billardabteilung eingerichtet. Seit 2010 verfügte der Verein über einen Kunstrasenplatz und eine Frauenhandballmannschaft.
Im Spielbetrieb Fußball war eine Männermannschaft (Fußball-Landesklasse Sachsen-Anhalt 1948–1952, Bezirksliga Halle, Fußball-Oberliga Nordost, Fußball-Verbandsliga Sachsen-Anhalt) organisiert. Der Nachwuchs war mit mehreren Mannschaften auf Kreis- und Landesebene aktiv. Im Spielbetrieb Handball war eine Frauenmannschaft (Sachsen-Anhalt-Liga) und im Spielbetrieb Billard eine Männermannschaft (DDR-Dreiband-Meisterschaft, I. DDR-Liga, 2. Bundesliga Dreiband, Dreibandliga Sachsen-Anhalt) organisiert.
Der Verein war Mitglied im Landessportbund Sachsen-Anhalt, im Fußballverband Sachsen-Anhalt, im Landesturnverband Sachsen-Anhalt, im Handballverband Sachsen-Anhalt und im Billardlandesverband Sachsen-Anhalt.

## Abteilung Fußball
Der TV Askania Bernburg trat im Fußballbereich bis 1945 nicht höherklassig in Erscheinung.
Nach dem Zweiten Weltkrieg spielte der in SG Bernburg-Süd umbenannte Verein neben der SG Bernburg-West für die Staffel der 1. Klasse Männerbereich im Doppelkreis Köthen-Bernburg. Diese Umbenennungen nach Himmelsrichtungen hatte politischen Charakter und sollte die alten Bezeichnungen auslöschen. Mit der Austragung der ersten Serienspiele wurde im Monat März 1946 begonnen.
Die Mannschaften hatten während der Spielzeit keine Auswechselmöglichkeiten. Diese Regel wurde auch in den Folgejahren beibehalten. Die SG Bernburg-Süd erreichte Platz 4 von zehn teilnehmenden Mannschaften.
Die 2. Spielserie begann am 10. November 1946.
Die Serienspiele fielen im Februar und März 1947 den Witterungsbedingungen zum Opfer. Das letzte Spiel fand am 6. April 1947 zu Ostern statt, bevor am 13. April 1947 wegen der schwierigen Verkehrsverhältnisse eine Neueinteilung der bisherigen 1. Klasse vorgenommen wurde, die als neue Klasse die Bezeichnung Sonderklasse führte. Dabei wurde infolge der verkehrstechnischen Schwierigkeiten auch die Verknüpfung der Kreise Bernburg und Köthen getrennt.
Auf sportlicher Ebene war der Verein in den Jahren 1948/49 und 1949/50 für zwei Spielzeiten in der damals erst- bzw. zweitklassigen Landesliga Sachsen-Anhalt (SBZ) vertreten, konnte sich aber nicht für die 1950 neu eingeführte DDR-Liga qualifizieren.
Die Fußball-Landesklasse Sachsen-Anhalt war in der Serie 1948/49 in zwei Staffeln (Nord und Süd) unterteilt. Die SG Bernburg-Süd wurde der Südstaffel zugeordnet. Die Punktspiele begannen am 29. August 1948. In der Landesklasse wurde ab der neuen Serie mit Reservemannschaften gespielt.
Während der Spielserie 1948/49 zeichnete sich in der Sowjetischen Besatzungszone die Tendenz zur Konzentrierung des Sports in den Betrieben ab, um dem Volkssport eine größere Basis zu geben. Noch in der laufenden Serie erfolgte die Umbenennung von SG Bernburg-Süd in BSG KWU Eintracht Bernburg.
Für das Spieljahr 1949/50 wurde eine neue Staffeleinteilung in der Fußball-Landesklasse Sachsen-Anhalt festgelegt. Während der Nord-Staffel die Mannschaften aus dem Magdeburger Raum und der Altmark zugeordnet waren, spielte die BSG Eintracht Bernburg (durch das Ende der SBZ nun ohne KWU) in der Süd-Staffel.
Vor Beginn der Saison 1950/51 wurde der Verein in BSG Empor Bernburg umbenannt. Des Weiteren erfolgte eine neue Einteilung der Landesklasse Sachsen-Anhalt.
Durch das Gesetz über die weitere Demokratisierung des Aufbaus und der Arbeitsweise der staatlichen Organe in den Ländern in der Deutschen Demokratischen Republik vom 23. Juli 1952 wurde den Ländern auferlegt, in ihrem Gebiet die Kreise neu zu gliedern und mehrere Kreise zu Bezirken zusammenzufassen. Anschließend sollten die Landesregierungen ihre Aufgaben auf die neuen Bezirke übertragen. Diese Vorgaben wurden in den Ländern durch entsprechende Gesetze vom 25. Juli 1952 umgesetzt.
Am 25. Juli 1952 beschloss der Landtag von Sachsen-Anhalt das „Gesetz über die weitere Demokratisierung, den Aufbau und die Arbeitsweise der staatlichen Organe im Land Sachsen-Anhalt.“ Das bedeutete die Auflösung des bisherigen Landes in die Bezirke Magdeburg und Halle und somit die Bildung des Kreises Bernburg im Bezirk Halle. Die Festlegung neuer Spielklassen war die Folge. Die 1. Mannschaft der BSG Empor Bernburg wurde Gründungsmitglied der aus insgesamt 12 Mannschaften bestehenden drittklassigen Bezirksliga Halle. Unterhalb der Bezirksliga gab es die Bezirks- und Kreisklasse, oberhalb die Oberliga und die DS-Liga.
Noch 1952 wurde der Verein in BSG Chemie Bernburg umbenannt. Bereits 1954 stieg er wieder aus der Bezirksliga ab. Als ab 1954 der Leistungssport vom Breitensport separiert wurde, gründeten alle Sportvereinigungen bis auf die SV Medizin und die SV Post einen Sportclub (SC), manchmal auch mehrere. Der Gewerkschaftsbereich Chemie, Glas und Keramik gründete in der damaligen Bezirksstadt Halle (Saale) den SC Chemie Halle-Leuna, den heutigen SV Halle.
1957 gelang es der BSG Chemie Bernburg gemeinsam mit Stahl Helbra die Rückkehr zur höchsten Spielklasse des Bezirkes, welche diesmal neun Jahre bis 1966 gehalten werden konnte. Beste Resultate waren die 1959 und 1963 hinter Motor Aschersleben und der HSG Wissenschaft Halle gewonnenen Vizemeisterschaften, mit denen Chemie Bernburg nur knapp am möglichen Aufstieg zur II. DDR-Liga scheiterte.
In der Folgezeit gelang keine Rückkehr zur Bezirksliga mehr, die BSG trat bis 1991 ausschließlich im Halleschen Bezirksklassenbereich auf. 1990 vollzog der Verein eine Rückbenennung in Askania Bernburg. 1994 bis 2014 agierte Askania Bernburg durchweg zwischen der Verbandsliga Sachsen-Anhalt und dem Landesklassenbereich. 2014 feierte man als Vizemeister den Aufstieg in die fünftklassige Oberliga Nordost und profitierte dabei vom Verzicht des Meisters BSV Halle-Ammendorf.
2019 musste sich der Verein nach einem antisemitischen Vorfall mit sofortiger Wirkung von seinem Torhüter Giovanni Datemasch trennen und ihn auch wegen schwerwiegender Vereinsschädigung aus dem Verein ausschließen. Auf einem in den sozialen Medien geteilten Bild hatte dieser die Kapitänsbinde seines Gegenspielers Stefan Karau mit einem Davidstern versehen und auf seinem eigenen Trikot das Wort „Hass!“ abgebildet. Nach Angaben von Vereinssprecher René Jacobi hatte TV Askania Bernburg noch im Stadionheft zum Spieltag einen Artikel zur Internationalen Woche gegen Rassismus veröffentlicht, um ein deutliches und nachhaltiges Zeichen gegen Rassismus und Diskriminierung zu setzen. Nach dem Sprecher der für den Sport in der Bundeswehr zuständigen Streitkräftebasis wurde eine disziplinarrechtliche Untersuchung gegen den Zeitsoldaten eingeleitet und der Fall […] intern geprüft.
Nach der Saison 2019/2020 erfolgte dann der Abstieg in die Verbandsliga Sachsen-Anhalt. Allein auf Grund des sehr frühen pandemiebedingten Abbruches der Saison 2020/21 gab es trotz des desaströsen 18. und vorletzten Platzes keinen Durchmarsch nach unten (nächsten Abstieg in Folge; eine sogenannte Durchreichung), weil überhaupt kein Absteiger bestimmt worden war. Problem war vor allem die dünne Spielerdecke, resultierend aus dem schlecht gewordenen Image des Fußballvereins, und die daraus resultierende fehlende Durchschlagskraft.
Nach diesen zwei Fehlleistungen in Folge fusionierte der TV Askania Bernburg mit dem SV Schwarz-Gelb Bernburg aus dem Stadtteil Roschwitz anachronistisch zu einem Sportclub, dem neuen Sportclub Bernburg e. V., auch um das angeschlagene Image des Vereins TV Askania Bernburg zu beheben. Damit wurde im Vorfeld des 150. Jahrestages des Vereins der Gründungsname zum zweiten Mal in der Vereinsgeschichte aufgegeben. In der neuen Spielzeit ging der neue SC Bernburg in der Verbandsliga Süd an Stelle von TV Askania Bernburg an den Start.
In den beiden Folgejahren konnte sich der SC Bernburg zumindest in der Verbandsliga halten, auch wenn er vom Wiederaufstieg weit entfernt war.
In den letzten Jahren hat die Abteilung Fußball eine der wenigen Frauenmannschaften im Kreis aufgebaut.

## Abteilung Billard
1959 wechselte die Sektion Billard der BSG Aktivist Friedenshall zur BSG Chemie Bernburg und bezog dabei einen großen Billardsaal im Kulturhaus der Sodawerke. Der Betrieb stellt dafür auch zwei damals hochmoderne kleine Turnierbillards der Dresdner Firma Hlawatschek zur Verfügung, die technische Grundlage für die Entwicklung des Bernburger Billards bis hin zum DDR-Mannschafts-Meister wurden. Zu diesem Zeitpunkt bestand schon eine Kreis-Liga-Mannschaft mit Jupp Früchtel, Nieber, Damm, Schmidt jun. und Amtage. Eröffnet wurde der Saal mit je einer Freien und einer Cadrepartie gegen eine gemischte Mannschaft der BSG Chemie Buna Schkopau. Die Mannschaft gehörte zu diesem Zeitpunkt noch nicht der Bezirksliga an, welche damals vor allem durch andere Chemie-Mannschaften des Chemie-Bezirkes Halle dominiert wurde. Die BSG Chemie Buna Schkopau I und die BSG Stahl Eisleben I spielten bereits in der DDR-Liga.
In der DDR spielte die Billardmannschaft der BSG Chemie Bernburg zeitweise in der I. DDR-Liga, so 1967 in der Staffel 3 unter dem Leiter Klaus Maye aus Leipzig. Von Klaus Maye ist der Spruch überliefert: Auch Billard wird mit Bällen gespielt. Hierbei nahm er Bezug auf den im Verein dominierenden Fußball. Er übersetzte BSG Chemie auch anstelle von 'Betriebssportgemeinschaft' mit 'Ballsportgemeinschaft'.
In der DDR-Dreiband-Meisterschaft war der Hallenser Dieter Hoche mit 6 Meistertiteln (1972–74, 1977, 1980 und 1981), 3 Silbermedaillen (1968, 1970 und 1978) und 5 Bronzemedaillen (1966, 1967, 1969, 1971 und 1989) Zweiter der Ewigenliste nach Günter Suchsland von der BSG Motor Ernst Thälmann Werk Suhl (9 Meistertitel). Er spielte lange Jahre für die BSG Motor Ammendorf, trat aber seit den 80ern für die BSG Chemie Bernburg an, wohin er 1989 die Bronzemedaille holte. In Halle wurde erst 1990 eine Billard-Mannschaft (ohne Dieter Hoche) gegründet. Noch 2008 holte er mit 64 Jahren und nach 50 Jahren Billard-Spielen den Landesmeister-Titel Dreiband Sachsen-Anhalt nach Bernburg, wo er nach wie vor für den wieder in TV Askania umbenannten Verein spielte.
1989 erreichte die BSG Chemie Bernburg erstmals den 3. Platz in der DDR-Meisterschaft. Meister wurde die BSG Chemie Schwarza. Bei der DDR-Meisterschaft im Cadre 47/2 in Rudolstadt holten sich die Bernburger Dr. Frank Eder die Silbermedaille und Dieter Hoche die Bronzemedaille. Bei der DDR-Meisterschaft in der Freien Partie in Gröditz errang Matthias Kodera von der BSG Chemie Bernburg die Bronzemedaille.
1990 wurde die BSG Chemie Bernburg erstmals (und letztmals) DDR-Meister vor dem langjährigen Erfolgsmeister BSG Motor Eska Karl-Marx-Stadt (DDR-Meister 1960–63, 1977–83 und 1986) und dem Lokalrivalen BSG Chemie Bitterfeld (Vize-Meister 1979 und 1981).
Nach der Wende und friedlichen Revolution in der DDR gelang dem TV Askania Bernburg ab der Saison 1991/92 als einzigem ostdeutschen Verein der Einstieg in die 2. Bundesliga Dreiband. 1991 verpflichtete Jupp Früchtel den letzten Titelträger der DDR (Cadre 47/2) Markus Schönhoff aus Glauchau in Sachsen. 1992 wurde Schönhoff sogar Deutscher Meister in der Freien Partie.
1991/92 erreichte der Verein den 6. Platz in der Gruppe 1, 1992/93 den 7. Platz (und damit vorletzten Platz) in der Gruppe 2, womit er für eine Saison kurzfristig ausschied. 1994/95 belegte er wieder den 7. und vorletzten Platz in der Gruppe 2, stieg aber wegen der Erweiterung der 2. Bundesliga nicht ab und kam 1995/96 auf den 11. und letzten Platz der Gruppe 1. Nach dem erneuten Abstieg und sofortigen Wiederaufstieg erreichte der TV Askania Bernburg in der Saison 1997/98 mit dem 4. Platz in der Gruppe 2 sein bis dahin bestes Zweitligaergebnis, welches er in den beiden darauffolgenden Jahren in der neuen Gruppe A wiederholen konnte. 2000/01 reichte es sogar für den hervorragenden 3. Platz, womit der Verein den Aufstieg in die erste Bundesliga nur knapp verpasste. Aber schon in der nächsten Saison stieg der TV Askania Bernburg nach einem schwachen 9. Platz zusammen mit dem Tabellenletzten 1. BC Magdeburg ab und konnte sich seitdem nicht wieder für die 2. Bundesliga qualifizieren.
Markus Schönhoff blieb bis 2004 dem TV Askania Bernburg treu, wechselte dann aber wegen seiner großen sportlichen Ambitionen zum 1. BC Magdeburg, der damals wieder aufgestiegen war und inzwischen sogar in der 1. Bundesliga Dreiband spielt. Er wohnt und arbeitet aber weiterhin in Bernburg und trainiert noch ab und zu beim TV Askania, dessen Clubheim zu den besten Billardvereinen in Sachsen-Anhalt gehört. Als Mitglied des B-Teams Deutschlands nahm er inzwischen auch an Billard-Weltmeisterschaften teil.
Mit dem Ausscheiden von Schönhoff blieb die Abteilung Billard auf Dauer dritt-, viert- und fünftklassig und spielt derzeit in der Dreibandliga Sachsen-Anhalt gegen Mannschaften wie Lok Staßfurt, 1889 Altenweddingen oder den 3. BC Magdeburg. Abteilungsleiter ist derzeit Thomas Dornbusch.

## Statistik
- Teilnahme Landesklasse Sachsen-Anhalt (SBZ): 1948/49, 1949/50
- Teilnahme Bezirksliga Halle: 1952/53, 1953/54, 1957 bis 1965/66
- Teilnahme Bezirksklasse Halle: 1954 bis 1957, 1966 bis 1990
- Teilnahme Landesliga Mitte: 2001/02 bis 2006/07
- Teilnahme Verbandsliga Sachsen-Anhalt: 2007/08 bis 2013/14, 2020/21
- Teilnahme Oberliga Nordost: 2014/15 bis 2019/20

- DDR-Meister Mannschafts-Billard: 1990
  - Bronzemedaille DDR-Meisterschaften Mannschafts-Billard: 1989
- Bronzemedaille DDR-Dreiband-Meisterschaft: 1989
- Silbermedaille und Bronzemedaille bei der DDR-Meisterschaft im Cadre 47/2: 1989
- Bronzemedaille bei der DDR-Meisterschaft in der Freien Partie: 1989
- Deutscher Meister in der Freien Partie (Billard): 1992
- Landesmeister Dreiband Sachsen-Anhalt: 2008
- Teilnahme Billard-Kreisliga Bernburg: ab 1959
- Teilnahme Billard-Bezirksliga Halle: Anfang der 1960er Jahre
- Teilnahme II. DDR-Liga Billard: Mitte der 1960er Jahre
- Teilnahme DDR-Dreiband-Meisterschaft: bis 1990
- Teilnahme I. DDR-Liga Billard: um 1967, 1970er Jahre, 1980er Jahre bis 1990
- Teilnahme 2. Bundesliga Dreiband: 1991/92, 1992/93, 1994/95, 1995/96, 1997/98 bis 2001/02
- Teilnahme Dreibandliga Sachsen-Anhalt: bis 2019/20